# 长湖水库
长湖水库位于中国广东省英德市大站镇，是以发电为主，兼有防洪、灌溉等功能的大（二）型水库，属于径流式日调节水库。